# 善福寺 (岐阜市)
松涛山善福寺（ぜんぷくじ）は岐阜県岐阜市にある浄土真宗本願寺派の寺院。開創時の本尊であった十一面千手観音に因み千手堂とも呼ばれる。所在地の千手堂はそれに因むものである。
天暦9年(955年)に天台宗の僧侶浄観が十一面千手観音を本尊に据えて天台宗寺院、専浄寺として開創した。嘉禎元年(1235年)に住職の覚信が親鸞聖人に帰依して了道と名乗る。永禄10年(1567年)に織田信長が岐阜に入城すると、当寺に禁制を下している。慶長5年(1600年)、岐阜城の戦いの際に金華山山麓の御手洗池から出現した阿弥陀如来を寺内に安置する。その翌年に浄土真宗西本願寺派に改宗。本山より善福寺の寺号を得る。昭和20年の岐阜空襲により伽藍が焼失した。現在の本堂はその後再建されたものである。